# Tôn Viết Nghiệm
Tôn Viết Nghiệm (sinh năm 1918, mất năm 1995) là người dân tộc Mường, quê làng Ngọc Trạo (tổng Trạc Nhật cũ), huyện Thạch Thành, tỉnh Thanh Hóa.

## Tiểu sử
Ông tham gia cách mạng trước năm 1945, nguyên là chiến sĩ du kích chiến khu Ngọc Trạo. Sau tổng khởi nghĩa, ông làm phó chủ tịch Ủy ban Hành chính huyện Thạch Thành , nguyên Phó Chủ tịch Ủy ban Hành chính tỉnh Thanh Hóa, nguyên Đại biểu Quốc hội Việt Nam các khóa II, III, IV, V từ năm 1960 đến năm 1976.